# Người cùng khổ

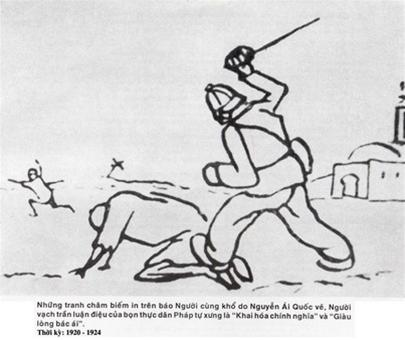
Tranh biếm họa của Nguyễn Ái Quốc cho tờ Le Paria, đời sống người dân dưới ách thống trị của thực dân Pháp

Người cùng khổ (tiếng Pháp: Le Paria) là tờ báo được xuất bản vào năm 1922 tại Paris, nước Pháp, cơ quan chủ quản là "Hội Hợp tác Người cùng khổ", trực thuộc Hội Liên hiệp Thuộc địa, người sáng lập tờ báo là Nguyễn Ái Quốc đồng thời cũng là người có ảnh hưởng rất lớn đến tờ báo này (chủ nhiệm kiêm chủ bút). Báo được in ba thứ tiếng: Pháp, Ả Rập và Trung Quốc. Số đầu tiên ra ngày 1 tháng 4 năm 1922, Người cùng khổ đã đăng lời nói đầu tuyên bố rằng báo này "là vũ khí để chiến đấu, sứ mạng của nó đã rõ ràng: Giải phóng con người". Tờ báo đã tồn tại cho tới năm 1926 và tổng cộng xuất bản được 38 số với nội dung chống chủ nghĩa thực dân, kêu gọi đoàn kết các dân tộc thuộc địa.